# 박찬갑
박찬갑(朴贊甲, Park Chan-Kab, 1940 ~ ) 은 대한민국 조각가이다. 국제 조각 공원, 공공예술 프로젝트 기획 및 조성 커미셔너, 조직 위원장, 국제심포지엄 개최자, 예술감독을 역임하며 활동하고 있다.

## 주요 전시

### 개인전
- 2018년 11월, 나는 누구인가? - Who am l?, 동해문화예술회관
- 2018년 9월, 나는 누구인가? - Who am l?, 영월문화예술회관
- 2018년 6월, 나는 누구인가? - Who am l?, 갤러리 WA
- 2018년 3월, 나는 누구인가? - Who am l?, GIST, 광주
- 2017 PAST(과거), HUSET I ASNAES, 덴마크
- 2014 Arirang - World Peace Gate, 예술의 전당
- 2012 나는 누구인가? - Who am I?, 예술의 전당
- 2014 Arirang - World Peace Gate, 예술의 전당
- 2012 나는 누구인가?, 예술의 전당
- 2009 나는 누구인가?, 박찬갑 STUDIO, 산청
- 2008 나는 누구인가?, 박영덕화랑, 예술의 전당
- 2007 나는 누구인가?, 국제현대미술관, 영월
- 2006 Arirang - 어머니, Gallery Ami
- 2005 자화상 - 시각의 해체전, 경남도립미술관
- 2005 돌들의 외침, 예술의전당
- 2004 Magne 국제회화제 특별전, 프랑스
- 2003 Nagasaki University 특별초대전, Nagasaki 시립 미술관, 일본
- 2002 Arirang, 유나화랑
- 2002 Arirang - 和 / 야외조각전, 인사동 민가다헌
- 2000 야외 설치전, 박찬갑 Studio, 경기도
- 2000 야외 설치전, 국제현대미술관, 영월
- 1999 아리랑, 박영덕화랑
- 1997 Way(길), 예술의전당
- 1995 한(恨)소리 - DMZ, 예술의 전당
- 1994 하늘새- 카룬드벅 시립미술관, 덴마크
- 1992 저 높이 나는 새의 슬픔을 그대는 아시나요?, 중앙일보 문화센터 기획초대전
- 1992 안병욱 서예와 박찬갑 조각의 만남전, 예술의 전당
- 1990 혼의 소리 - 봄, 동숭아트센터
- 1989 불꽃 - 혼의 소리, 그로리치화랑
- 1983 흔적을 찾아서 - 타이어, 관훈미술관
- 1978 불꽃 - 이브, 문예진흥원 미술관
- 1977 불꽃 - 이브,  문예진흥원 미술관

### 특별전
- 2007 MEDITATION, 무게 1톤의 대형조각 전시, 그랑 팔레, 파리, 프랑스
- 2007 나는 누구인가?, 국제현대미술관, 영월
- 2005 국제조각심포지움 베네수엘라 트루질로시 특별초대
- 2004 ~ 2018 프랑스 국립미술협회 정회원 Salon 참가 (2012, 2015, 2017년 제외)
- 2004 ~ 2005 국제회화제 특별전, 심사위원, 프랑스
- 2003 Arirang, 프랑스 국립미술협회초대 특별전, Carrousel du Louvre, 프랑스
- 2002 Salon "Grands Formats", 파리, 프랑스
- 2001 해는 東에서 뜬다, 프랑스 국립미술협회초대 특별전, Carrousel du Louvre, 프랑스
- 1999 Arirang, Gammelgaard박물관 / Frederikshavn미술관 / 카룬드벅 시립미술관, 덴마크
- 1998 아르헨티나 Rosario, 페루 Lima 특별전
- 1996 EU연합 문화수도지정 기념 특별전,  Studio Den Haag, Copenhagen, Denmark 외무성
- 1996 EU연합 문화수도지정 기념 특별전, Kunst Korridoren Nadada 갤러리, Denmark 외무성
- 1995 한(恨)소리 - DMZ "in the east" (Scandinavian Center ARHUS, Denmark-The ARHUS Festival)
- 1991 혼의 소리 - 서울의 봄 (일본 오사카 한국총영사관 전시장 개설기념), 일본
- 1988 Turkey Biennale, 터키

## 작품 제작
- 2018 DMZ 평화 통일 기념비 뚝바위 주변, 평화의 조약돌 작품설치
- 2018 영월을미의병창의비 건립, 영월군 하송리 조각공원
- 2016 인천가정법원 신청사 조형물 제작(“법원, 예술을 품다”)
- 2014 울산지방법원 신청사 조형물 제작(“법원 그 이상의 신개념 문화공간” 조성)
- 2014 서강대학교 철우만례사 인성교육원 조형물 작품 제작 <Arirang-World Peace Gate>
- 2013 여수엑스포 해양문화도시 웅천 종합문화단지 <평화의 문> 조각 기획 및 설치
- 2013 공공예술 Project, 기획 및 조직위원장 총 커미셔너 역임
- 2014 프란체스코 교황 방한기념 Koinonia 작품제작, <Arirang - World Peace Gate>
- 2014 ~ 2001 동강 New Art Valley Project - 국제문화예술축제창설/ 기획, 예술총감독
- 2014 ~ 2001 레지던스 프로그램 (국제조각/회화 심포지엄, 회화특별기획전)
- 2008 아름다운 경관조성 프로젝트, 영월군 전역에 걸쳐 지역경관에 어울리는 조각적인 특성을 가미한 플랭카드 게시대 설치
- 2005 제1회 안양 공공예술 프로젝트, 기획 준비위원 겸 추진위원
- 2005 ~ 2000 경남 산청군 생초 국제조각공원 조성 조직위원장 및 총 커미셔너
- 2003 김천 직지문화공원 외국작가 초청 및 작품제작 커미셔너
- 2002 국제조각축전, 조각심포지엄에서 만난 친구들 기획 (전시초대작가 국내 44명, 국외 100명 참가), 예술의 전당
- 2002 용인 한국민속촌 국제현대조각공원 조성 및 총 커미셔너
- 2001 김천 강변조각공원 기획 조성 및 총 커미셔너
- 2000 부산UN기념공원, 한국전쟁50주년 특별기획 참전21개국 작가 참여
- 2000 국제현대조각Symposium 조직위원장 및 총 커미셔너
- 1999 부여 국제조각심포지엄 상임위원 (구드레 조각공원)
- 1999 ESCULTURA 2000 에 Argentina 정부로부터 지명 초대되어 Argentina 속의 한국인촌
- 1999 BOULEVAR PLAZOLETA Town에 검정대리석 조각 (Arirang - 새천년의 소리, 3000x180x800mm, 현지제작 설치, 1999년 12월)
- 1998 제1회 이천 국제조각심포지엄 창설 및 총 커미셔너, 박찬갑 Studio
- 1976 ~ 1990 미술을 통한 정신지체 장애우 재활치유교육, 예쁘직업훈련원 설립 및 재능기부 봉사

### 주요조형물, 작품소장처
(국내) 국립현대미술관, 경남도립미술관, 제암리 순국선열 추모비, 안양시 의회청사, 부산UN기념공원, 국토개발원, 한국민속촌현대조각공원, 
김천시 문화예술회관, 국방부 보람상, 생초 국제조각공원, 산청 삼성연수원, 남해 체육관, 고양시 호수공원, 선문대학교 상징탑, 영월 스포츠파크, 동강 시스타, 서울 북부지방법원, 서울 행정법원, 서울 가정법원, 여수 웅천문화공원, 울산 지방법원, 인천가정법원, 서강대학교 인성교육원(가평) 등 다수
(국외) DENMARK 시립박물관, PERU의  LIMA시,  ARGENTINA의 ROSARIO시, Buenos Aires시 FRANCE 의 MONTJEAN시, 일본, 브라질, 베네즈엘라 등 다수

### 국제현대조각심포지엄 국내외 40여회 초대작가 - 1997 ~ 현재
(국내) 이천, 부여, 부산 유엔기념공원, 김천, 산청, 영월 등
(국외) France Nantes시 동양정원 조각공원 개관 초대작가로 선정 (그랑브르트로 공원), Argentina Rosarlo - 한국 아르헨티나 우정의 사절로 초대되어 조형물 <영원한 우정의 샘물> 현지제작설치, Stone 2002, 그 외 Denmark, Peru, Japan, Brazil, Sweden, France, Belgium, Venezuela 등 다수

## 수상
- 2020 자랑스러운 박물관인상
- 2018  살롱 2018 조각부문 금메달 - 프랑스 국립미술협회, 파리, 프랑스
- 2013  제2회 국제조각심포지엄 작품상 본상 - 브라질 벤토 곤잘베스 알레그레
- 2005  일급 문화훈장 수상 (Maestros) - 베네주엘라
- 2003  제1회 자랑스런 동문상 - 국립체신고등학교
- 2002  자랑스런 예술인상 - 한국문화예술인협회
- 2000  Artiste Choice 대상 - 스웨덴 Lulea Winter Biennal
- 1999  Oudon City 국제 조각 심포지엄 대상 - France
- 1999  청소년지도자 문화상 - 문화관광부
- 1998  제1회 PERU - 국제 조각 심포지엄 대상
- 1998  제4회 ARGENTINA - 국제 조각 심포지엄 대상
- 1997  제3회 ARGENTINA - 국제 조각 심포지엄 1등상
- 1983  사회교육 유공자상 - 문교부
- 1980  사회 봉사상 - 한국 소년소녀 지도자협회

## 대외활동
- 한국미술협회 고문
- 한국-덴마크 미술가 교류회 회장
- 국제조각가친선협회 회장
- 프랑스 국립미술협회 정회원
- 국제현대미술관 설립자 (영월)